# Сен-Сиприен-сюр-Дурду
Сен-Сиприе́н-сюр-Дурду́ (фр. Saint-Cyprien-sur-Dourdou, окс. Sent Cebrian) — коммуна во Франции, находится в регионе Окситания. Департамент — Аверон. Входит в состав кантона Конк. Округ коммуны — Родез.
Код INSEE коммуны — 12218.
Коммуна расположена приблизительно в 480 км к югу от Парижа, в 135 км северо-восточнее Тулузы, в 26 км к северо-западу от Родеза.

## Население
Население коммуны на 2008 год составляло 813 человек.
| 1962 | 1968 | 1975 | 1982 | 1990 | 1999 | 2008 |
| ---- | ---- | ---- | ---- | ---- | ---- | ---- |
| 830  | 925  | 863  | 849  | 778  | 766  | 813  |

## Экономика
В 2007 году среди 442 человек в трудоспособном возрасте (15—64 лет) 335 были экономически активными, 107 — неактивными (показатель активности — 75,8 %, в 1999 году было 66,9 %). Из 335 активных работали 322 человека (181 мужчина и 141 женщина), безработных было 13 (6 мужчин и 7 женщин). Среди 107 неактивных 17 человек были учениками или студентами, 53 — пенсионерами, 37 были неактивными по другим причинам.

## Достопримечательности
- Двусторонний крест на кладбище (кон. XV века). Памятник истории с 1958 года[3]
- Церковь Аржак (XV век)
- Церковь Сен-Жюльен-де-Мальмон (XII век)
- Замок Бейла (XII век)
- Мельница Сан

## Фотогалерея
- Мельница Сан
- Бывший дом аббата монастыря Конк
- Карта коммуны